# Supercopa do Brasil de Futebol Feminino de 2022
A Supercopa do Brasil de Futebol Feminino de 2022, oficialmente Supercopa Feminina Betano por motivos de patrocínio, foi a primeira edição dessa competição brasileira de futebol feminino organizada pela Confederação Brasileira de Futebol (CBF). O torneio foi realizado em 7 partidas entre os dias 4 e 13 de fevereiro.
O primeiro campeão da Supercopa Feminina foi o Corinthians, que consquitou a taça após vitória por 1 a 0 contra o Grêmio.

## Regulamento
A Supercopa Feminina é disputada no sistema de mata-mata, no qual duas equipes se enfrentam em jogo único e o vencedor é promovido à próxima fase do torneio. Em caso de empate no tempo regulamentar, o vencedor da partida é decidido após uma disputa por pênaltis.
O mando de campo pertence a equipe da federação melhor qualificada no Ranking Nacional de Federações, em caso de confronto entre clubes do mesmo Estado o mando pertence ao melhor qualificado no Ranking Nacional de Clubes.

## Equipes classificadas
O critério foi selecionar os times melhores colocados, sendo no máximo um clube por estado, entre os doze melhores colocados da Série A1  de 2021 e os quatro melhores colocados da Série A2 da mesma temporada. Seguindo esses critérios, nem todas as vagas foram preenchidas, logo, as duas federações melhores ranqueadas no RNF/FF  2021 teve direito a duas vagas, sendo elas a Federação Paulista de Futebol e a Federação Gaúcha de Futebol.
| Estado            | Clube         | Forma de classificação           |
| ----------------- | ------------- | -------------------------------- |
| Distrito Federal  | Real Brasília | Melhor colocado DF – Série A1    |
| Minas Gerais      | Cruzeiro      | Melhor colocado MG – Série A1    |
| Pará              | ESMAC         | Melhor colocado PA – Série A2    |
| Rio de Janeiro    | Flamengo      | Melhor colocado RJ – Série A1    |
| Rio Grande do Sul | Internacional | Melhor colocado RS – Série A1    |
| Rio Grande do Sul | Grêmio        | 2° melhor colocado RS – Série A1 |
| São Paulo         | Corinthians   | Melhor colocado SP – Série A1    |
| São Paulo         | Palmeiras     | 2° melhor colocado SP – Série A1 |

## Esquema
Os confrontos foram sorteados pela CBF em 17 de janeiro de 2022.
Em itálico, as equipes que possuem o mando de campo no confronto e em negrito as equipes classificadas.
|  | Quartas de final                   | Quartas de final               |                                     |       | Semifinal | Semifinal |  |  | Final | Final |
|  |                                    |                                |                                     |       |           |           |  |  |       |       |
|  | 4 de fevereiro — Estádio do Vale   |                                |                                     |       |           |           |  |  |       |       |
|  |                                    |                                |                                     |       |           |           |  |  |       |       |
|  | Grêmio                             | 2                              |                                     |       |           |           |  |  |       |       |
|  | Grêmio                             | 2                              | 9 de fevereiro — Luso-Brasileiro    |       |           |           |  |  |       |       |
|  | Cruzeiro                           | 0                              |                                     |       |           |           |  |  |       |       |
|  | Cruzeiro                           | 0                              | Grêmio (pen)                        | 1 (4) |           |           |  |  |       |       |
|  | 6 de fevereiro — Luso-Brasileiro   |                                | Grêmio (pen)                        | 1 (4) |           |           |  |  |       |       |
|  |                                    | Flamengo                       | 1 (3)                               |       |           |           |  |  |       |       |
|  | Flamengo                           | Flamengo                       | 1 (3)                               | 2     |           |           |  |  |       |       |
|  | Flamengo                           |                                | 13 de fevereiro – Neo Química Arena | 2     |           |           |  |  |       |       |
|  | ESMAC                              | 0                              |                                     |       |           |           |  |  |       |       |
|  | ESMAC                              | 0                              | Grêmio                              | 0     |           |           |  |  |       |       |
|  | 6 de fevereiro — Neo Química Arena |                                | Grêmio                              | 0     |           |           |  |  |       |       |
|  |                                    | Corinthians                    | 1                                   |       |           |           |  |  |       |       |
|  | Corinthians                        | Corinthians                    | 1                                   | 3     |           |           |  |  |       |       |
|  | Corinthians                        | 9 de fevereiro — Arena Barueri |                                     | 3     |           |           |  |  |       |       |
|  | Palmeiras                          | 0                              |                                     |       |           |           |  |  |       |       |
|  | Palmeiras                          | 0                              | Corinthians                         | 2     |           |           |  |  |       |       |
|  | 4 de fevereiro — Beira-Rio         |                                | Corinthians                         | 2     |           |           |  |  |       |       |
|  |                                    | Real Brasília                  | 0                                   |       |           |           |  |  |       |       |
|  | Internacional                      | Real Brasília                  | 0                                   | 0     |           |           |  |  |       |       |
|  | Internacional                      |                                |                                     | 0     |           |           |  |  |       |       |
|  | Real Brasília                      | 1                              |                                     |       |           |           |  |  |       |       |
|  | Real Brasília                      | 1                              |                                     |       |           |           |  |  |       |       |

### Quartas de final
| 4 de fevereiro | Internacional | 0 – 1  | Real Brasília | Estádio Beira-Rio, Porto Alegre        |
| 19:00          |               | Súmula | Geovana 45+2' | Árbitro: RS Jonathan Giovanella Vivian |

| 4 de fevereiro | Grêmio                                            | 2 – 0  | Cruzeiro | Estádio do Vale, Novo Hamburgo   |
| 21:30          | Patricia Maldaner 75' · Dani Ortolan 90+3' (pen.) | Súmula |          | Árbitro: RS Rafael Rodrigo Klein |

| 6 de fevereiro | Corinthians                                     | 3 – 0  | Palmeiras | Neo Química Arena, São Paulo    |
| 10:30          | Gabi Portilho 10' · Tamires 34' · Jaqueline 77' | Sumúla |           | Árbitro: SP Daiane Muniz (FIFA) |

| 6 de fevereiro | Flamengo               | 2 – 0  | ESMAC | Estádio Luso-Brasileiro, Rio de Janeiro |
| 10:30          | Darlene 15' · Duda 19' | Súmula |       | Árbitro: RJ Yuri Elino Ferreira da Cruz |

### Semifinal
| 9 de fevereiro | Flamengo | 1 – 1 (pen) | Grêmio             | Estádio Luso-Brasileiro, Rio de Janeiro          |
| 15:30          | Cida 7'  | Súmula      | 19' Jéssica Soares | Árbitro: RJ Paulo Renato Moreira da Silva Coelho |

|                                                 |       | Penalidades                                      |  |
| Duda Kika Brandino Anny Marabá Monalisa Darlene | 3 – 4 | Pri Back Dani Ortolan Tchula Jéssica Soares Caty |  |

| 9 de fevereiro | Corinthians                       | 2 – 0  | Real Brasília | Arena Barueri, Barueri          |
| 18:00          | Jheniffer 39' · Liana Salazar 49' | Súmula |               | Árbitro: SP Adeli Mara Monteiro |

### Final
| 13 de fevereiro | Corinthians        | 1 – 0  | Grêmio | Neo Química Arena, São Paulo                                            |
| 10:30           | Gabi Zanotti 90+4' | Súmula |        | Público: 19 547 (pagantes) Renda: R$ 442 644,50 Árbitro: SP Edina Alves |

## Premiação
| Supercopa do Brasil de Futebol Feminino de 2022 |
| São Paulo                                       |
| ----------------------------------------------- |
| Corinthians Campeão (1.º título)                |

## Transmissão
Todos os jogos foram transmitidos pelo Grupo Globo, através do SporTV, sendo que quatro jogos também foram exibidos na TV Globo. Nas duas partidas decisivas do certame, a semifinal entre Flamengo x Grêmio e a final entre Corinthians x Grêmio, a Globo promoveu a estreia de Renata Silveira como a primeira mulher a narrar um jogo de futebol na emissora.